# Antidoro de Cumas
Antidoro (en griego antiguo: Ἀντίδωρος) de Cumas o Cyme fue un gramático griego. Fue influenciado por Eratóstenes, bibliotecario jefe de la Biblioteca de Alejandría. Desempeñó un papel en el desarrollo de la ciencia de la gramática, la cual adquirió relevancia durante su época como un destacado gramático entre los años 340 y 330 a. C. Por tanto, vivió en la época de Alejandro Magno.

## Varias definiciones de gramática
En la Antigua Grecia, el término γραμματική (gramática) tenía muchos significados que evolucionaron con el tiempo:
- El término ″gramático″ tal como se entiende en el sentido clásico anterior: conocimiento de las letras del alfabeto (siendo este el significado común) y el número de alfabetos conocidos; lo que implica que una persona sabe leer.
- A medida que se desarrolló la comprensión, el término se usó para designar a un maestro de lectura. Teágenes de Regio (floruit 550 a. C.) fue el primer intérprete alegórico de Homero y, por lo tanto, quizás la primera persona en aplicar el término γραμματική aceptablemente.
- Durante la época alejandrina, significaba "un estudiante de literatura, especialmente de poesía".[2]

## Argumentos
Según una tradición, la primera persona en desarrollar una designación de γραμματικός aplicada a sus actividades, ergo él mismo fue alumno de Teofrasto, el filósofo de la escuela peripatética de Praxífanes de Rodas, activo y floreciente alrededor del 300 a. C., aunque otra tradición sugiere que Antidoro podría haber sido el primer γραμματικός.

Dicen que Antidoro de Quimo fue el primero que se autodenominó gramático; escribió un tratado sobre Homero y Hesíodo